# C/1798 X1 Bouvard
C/1798 X1 Bouvard è una cometa non periodica con orbita retrograda. La cometa è stata scoperta il 6 dicembre 1798 dall'astronomo francese Alexis Bouvard ed è stata osservata solo per una manciata di giorni. Il 9 dicembre 1798 è passata a 0,125 ua di distanza dalla Terra.